# Auguste Haouisée
Auguste Haouisée, né le 1er octobre 1877 à Évran, dans le diocèse de Saint-Brieuc, et mort le 10 septembre 1948 à Shanghai, est un jésuite français qui fut missionnaire en Chine et premier évêque de Shanghai.

## Biographie
Auguste Haouisée est né en Bretagne dans la petite commune d'Évran au sein d'une famille pieuse et fait ses études au collège de Dinan, puis au séminaire de Saint-Brieuc. Il entre dans la compagnie de Jésus en 1896, où il fait son noviciat à Canterbury. Les jésuites de la province de France, en effet, ont été chassés de France par les lois anti-catholiques de la IIIe République et se sont repliés à l'étranger, en particulier en Angleterre. Auguste Haouisée continue par ses études de philosophie à Jersey (1900-1903), puis il est envoyé en 1903 poursuivre ses études à Zikawei (Shanghai), en Chine, dans ce qui était alors le vicariat apostolique de Nankin, dont dépendait Shanghai, où les jésuites avaient ouvert une mission en 1842 et construit depuis lors à Zikawei un vaste complexe immobilier. Cet ensemble comprenait des hôpitaux, dispensaires, établissements d'enseignement (dont le fameux collège Saint-Ignace et l'université l'Aurore) et l'orphelinat de T'ou-Sè-Wé, avec une imprimerie et des ateliers d'artisanat. Il en reste surtout aujourd'hui leur cathédrale néogothique vouée à saint Ignace de Loyola, fondateur de la compagnie.
Auguste Haouisée, tout en poursuivant ses études, devient professeur de langues étrangères à l'université l'Aurore (1903-1907), professeur de mathématiques au séminaire de Zikawei et professeur de français au collège Saint-Ignace. Il fait ensuite sa théologie à Zikawei de 1907 à 1910, année où il est ordonné prêtre, le 10 juin. Il est alors nommé vicaire à la paroisse Saint-François-Xavier, dans le quartier de Tong-ka-dou à Shanghai, où il demeure jusqu'en 1913, puis il repart pour Cantorbéry pour sa troisième année de probation. Il retourne en 1915 en Chine, qui est encore neutre, tandis que la guerre gronde en Europe. Il enseigne alors les lettres et la philosophie à l'école Bienheureux-Pierre-Canisius de Shanghai, jusqu'en 1919. 
Auguste Haouissée s'occupe ensuite de différentes missions jésuites, celle de Tsang Ka-leu de 1919 à 1920; de Mong-trie et de Fou-ka, de 1920 à 1923. Il retourne à Tsang Ka-leu de 1923 à 1925, date à laquelle il est nommé supérieur du séminaire de Zikawei, préfet des études et consultateur de toute la mission.
Il est nommé par Pie XI vicaire apostolique coadjuteur de Nankin, le 25 juin 1928. Le pape était particulièrement préoccupé par la Chine qui connaissait les troubles de la guerre civile chinoise et il avait consacré lui-même les premiers évêques chinois à Rome en 1926. Auguste Haouissée devient évêque in partibus de Cercina (de), le 2 juillet 1928 et reçoit la consécration épiscopale le 3 octobre de la même année à l'église Saint-Ignace par Henri Lécroart avec comme co-consécrateurs Adéodat-Jean-Roch Wittner et André-Jean-François Defebvre (no). Il est reçu en audience à Rome par Pie XI en 1929, avec d'autres missionnaires, pour dresser le tableau de la situation en Chine. Auguste Haouissée prend la succession de Prosper Paris, sj, le 13 mai 1931 en tant que vicaire apostolique de Nankin. Il consacre la nouvelle église Sainte-Thérèse-de-l'Enfant-Jésus de Shanghai en octobre 1931. Lorsque le vicariat apostolique de Shanghai, détaché de celui de Nankin, est érigé, le 13 décembre 1933, il en prend la tête. Il inaugure la basilique de She Shan en 1935. Lorsque le vicariat apostolique de Shanghai est élevé au statut de diocèse, le 11 avril 1946, il en devient le premier évêque diocésain.
Il meurt à Shanghai à la veille de ses soixante-et-onze ans.
Auguste Haouissée exerce sa charge dans une époque particulièrement troublée avec l'occupation d'une partie de la Chine par les Japonais et leur occupation de Shanghai à partir de 1938, jusqu'en 1945. L'épisode de la zone Jacquinot se passe en novembre 1937, lorsque les armées japonaises s'avancent vers Shanghai et que des dizaines de milliers de Chinois affamés affluent vers la ville. 250 000 civils sont refoulés dans la partie nord de la ville, où un père jésuite français, Robert Jacquinot de Besange, y a sa paroisse, en dehors de la concession française. L'ambassadeur de France Paul-Émile Naggiar tente en vain de négocier une protection des civils, mais tant les Japonais que les Chinois refusent de négocier avec la France. Le P. Jacquinot se porte volontaire pour des négociations et au bout d'âpres discussions obtient une zone neutre pour les non-combattants. Pendant trois ans il parcourt la zone pour secourir les réfugiés avec des fonds obtenus des Français de la concession, des États-Unis et de la loterie de Shanghai.
Auguste Haouissée entretenait de bons rapports avec les autorités françaises, notamment avec l'amiral Stolz, mais l'intérêt pour la protection des religieux diminue, du côté des autorités de la République et de la marine, à partir des années 1930 à cause de l'instabilité politique et de la priorité donnée aux affaires commerciales. Tout disparaît après la Seconde Guerre mondiale. Auguste Haouissée demeure à Shanghai et meurt d'une angine de poitrine, quelques mois avant l'arrivée au pouvoir de l'armée populaire de libération, et l'expulsion de tous les missionnaires.